# Bund Evangelischer Gemeinden
Der Bund Evangelischer Gemeinden ist ein Dachverband freikirchlicher Gemeinden in der Schweiz. Entstanden ist er aus der newlife-Bewegung.

## Geschichte
Der Bund Evangelischer Gemeinden geht zurück auf das Jahr 1970, als eine Missionsarbeit in einem Kaffeeshop namens newlife in Zürich beispielhaft junge Leute erreichte. Aus dieser Bewegung entstanden verschiedene neue Gemeinden, einige haben sich zum BEG zusammengeschlossen.
Heinz Strupler, der heutige Präsident des BEG, gründete 1990 das Institut für Gemeindebau und Weltmission (IGW), das bis 2003 unter dem Dach der BEG/Newlife angesiedelt war.
Der BEG gehört dem Verband Evangelischer Freikirchen und Gemeinden in der Schweiz an.

### Zürich
Die Newlife-Gemeinde in Zürich hat eine wechselvolle Geschichte hinter sich. Die ersten Gottesdienste 1970 fanden in einer Ländli-Gemeinde im Seefeld statt. Aus Platzgründen versammelte sie sich an verschiedenen Orten. So entstand die Evangelische Gemeinde Zürich-Wiedikon. Newlife-Gründer Heinz W. Strupler war 1990 bei der Gründung der International Christian Fellowship wesentlich mitbeteiligt. Aufgrund eines Besucherrückgangs gründeten die Christen der Wiediker Gemeinde 1997 am Standort Glockenhof die City Church, welche 2004 Mitglied des Bundes Evangelischer Gemeinden war, 2012 aber nicht mehr auf der BEG-Mitgliederliste aufgeführt wird. Ebenso aus der Newlife-Arbeit entstand die Evangelische Gemeinde II an der Hardstrasse. Durch eine Neustrukturierung wurde diese Gemeinde 1998 aufgelöst und eine neue Gemeinde gegründet. Dabei hatte man sich wieder für die alte Bezeichnung Newlife Zürich entschieden. Die neue Newlife-Gemeinde begann 2001 wieder mit regelmässigen öffentlichen Gottesdiensten. 2003 löste sich die Newlife-Gemeinde vom Bund Evangelischer Gemeinden und war bis zu ihrer Auflösung 2011 institutionell unabhängig.

## Gemeinden
Zum Bund Evangelischer Gemeinden gehören folgende Gemeinden in der Schweiz.
- newlife – Evangelische Gemeinde Bern
- Evangelische Gemeinde Bremgarten (AG)
- Evangelische Gemeinde Muri (AG)
- eg Rorschach – Kirche die bewegt
- Evangelische Gemeinde Wohlen (AG)
- Hasli Chile – Evangelische Kirche im Zürcher Unterland
- NORDUFER.CH – für Leute aus der Region Meilen
- Freie Christliche Gemeinde Uri

## Werke
Im Bund New Life International sind einige Werke aus den Bereichen Gemeindegründung, Gemeindeentwicklung, Ausbildung und Mission miteinander vernetzt.
- AMS – Arts Ministry School
- EE Mission – Evangelism & Equipment
- EE Schweiz – Evangelisation Explosiv
- Discipleship Training Centre (Kenia)
- ISTL: International Seminary and Trainingscenter of Leadership
- young leaders
- Equip Schweiz – Equipping Leaders To Reach Our World
- preacher.ch – die Referentenplattform
- Mentoringnetwork
- potpourris